# Odomar Gugenberger
Othmar (auch Odomar) Maximilian Gugenberger (* 10. Oktober 1895 in Wien-Währing; † 7. August 1987 in Mistelbach (Niederösterreich)) war ein österreichischer Geologe und Rundfunkmitarbeiter.
Er studierte an der Universität Wien Geologie und wurde Ende 1926 mit einer Arbeit „Über den Lias des Ak Dagh von Merzifun und die Verbreitung des höheren Jura im nordöstlichen Anatolien“ zum Dr. phil. promoviert. Von 1927 bis 1945 war er Direktor des staatlichen Bildamtes und Dozent am Pädagogischen Institut der Stadt Wien. Nach dem Krieg war er von 1948 bis zur Pensionierung 1965 wissenschaftlicher Referent und Kulturredakteur beim Österreichischen Rundfunk.

## Veröffentlichungen (Auswahl)
- Beiträge zur Geologie Kleinasiens mit besonderer Berücksichtigung des anatolischen Lias. In: Sitzungsberichte der Akademie der Wissenschaften in Wien, Mathematisch-naturwissenschaftliche Klasse. Abt. 1, Band 137, 1928, S. 259–282 (zobodat.at [PDF]).
- Über einige unbekannte Cephalopoden aus der karnisch-norischen Mischfauna des Feuerkogels bei Aussee. In: Sitzungsberichte der Akademie der Wissenschaften in Wien, Mathematisch-naturwissenschaftliche Klasse. Abt. 1, Band 137, 1928, S. 113–122 (zobodat.at [PDF]).
- Geologische Studien aus Überetsch mit besonderer Berücksichtigung glazialer Fragen (Vorläufiger Bericht). In: Sitzungsberichte der Akademie der Wissenschaften in Wien, Mathematisch-naturwissenschaftliche Klasse. Abt. 1, Band 138, 1929, S. 273–282 (zobodat.at [PDF]).
- Die Cardita-Schichten von Launsdorf in Mittelkärnten und ihre Fauna. 1–5. In: Sitzungsberichte der Akademie der Wissenschaften in Wien, Mathematisch-naturwissenschaftliche Klasse. Abt. 1 Band 139, 1930, S. 43–131. Band 142, 1933, S. 157–184. Band 143, 1934, S. 41–59. Band 144, 1935, S. 231–252.
- Über die Bedeutung der Forschungsergebnisse Franz Kießlings auf dem Gebiete der Vor- und Frühgeschichte, der Stein-, Volks-, und Heimatkunde sowie des zugehörigen Schrifttumes. Verlag Roland, Wien 1934.
- Zur Kenntnis einiger unbekannter Arten aus dem Unterlias (Bucklandi-Zone) der Provinz Palermo. In: Sitzungsberichte der Akademie der Wissenschaften in Wien, Mathematisch-naturwissenschaftliche Klasse. Abt. 1, Band 145, 1936, S. 47–58 (zobodat.at [PDF]).